# Großer Preis von Monaco 2006
Der Große Preis von Monaco 2006 (offiziell Formula 1 Grand Prix De Monaco 2006) fand am 28. Mai auf dem Circuit de Monaco in Monte Carlo statt und war das siebte Rennen der Formel-1-Weltmeisterschaft 2006.

## Berichte

### Hintergrund
Nach dem Großen Preis von Spanien führte Fernando Alonso in der Fahrerwertung mit 15 Punkten vor Michael Schumacher und mit 27 Punkten vor Kimi Räikkonen. In der Konstrukteurswertung führte Renault mit 19 Punkten vor Ferrari und mit 37 Punkten vor McLaren-Mercedes.
In der Pause zwischen dem Großen Preis von Spanien und dem Großen Preis von Monaco fand ein Test auf dem Circuit Paul Ricard statt. Alonso führte am ersten Testtag die Zeiten an, weniger als eine Zehntelsekunde schneller als der Ferrari von Felipe Massa, der zweitschnellster war. Auch Toyota hatte einen vielversprechenden Testtag mit seinem neuen Auto, dem Toyota TF106B, wobei Jarno Trulli den dritten Platz belegte, der ebenfalls weniger als eine Zehntelsekunde hinter Alonso lag. Heikki Kovalainen im zweiten Renault wurde Vierter vor den McLaren von Räikkönen und Juan Pablo Montoya. Alonso lag auch am zweiten Tag an der Spitze, Kovalainen wurde Zweiter im anderen Renault. Jacques Villeneuve wurde in seinem BMW Sauber Dritter, eine Sekunde langsamer als die Renault. Christian Klien, Trulli und Massa komplettierten jeweils die Top Sechs. Villeneuve setzte sich am dritten Tag gegen die beiden Renault durch, der Kanadier war über vier Zehntel schneller als sein nächster Rivale, Kovalainen. Toyota war am vierten Tag am schnellsten, Olivier Panis war am schnellsten vor Ricardo Zonta und den beiden McLaren von Pedro de la Rosa und Gary Paffett.
Zusätzlich zu den Tests in Paul Ricard testeten einige Teams, nämlich Honda und Williams auf einer italienischen Rennstrecke in der Nähe von Vallelunga, wo kürzlich eine neue Schikane hinzugefügt wurde, um die Eigenschaften von Monaco zu simulieren. Anthony Davidson lag am ersten Tag an der Spitze der Zeitenliste, Williams mit Alexander Wurz lag etwa vier Zehntel hinter ihm. Honda setzte seinen Vorsprung gegenüber Williams auch am zweiten Testtag fort, wobei Jenson Button die Zeiten anführte. Davidson wurde Zweiter und Mark Webber Dritter. Honda war am dritten Tag erneut der Schnellste, dieses Mal war Rubens Barrichello der Schnellste, Button wurde Zweiter und Webber Dritter. Williams war am vierten Tag in Vallelunga auf sich allein gestellt, Webber und Narain Karthikeyan fuhren für Williams. Der Australier war am schnellsten, Karthikeyan war rund 4 Zehntel langsamer als er.
David Coulthard bestritt seinen 200. Grand Prix.

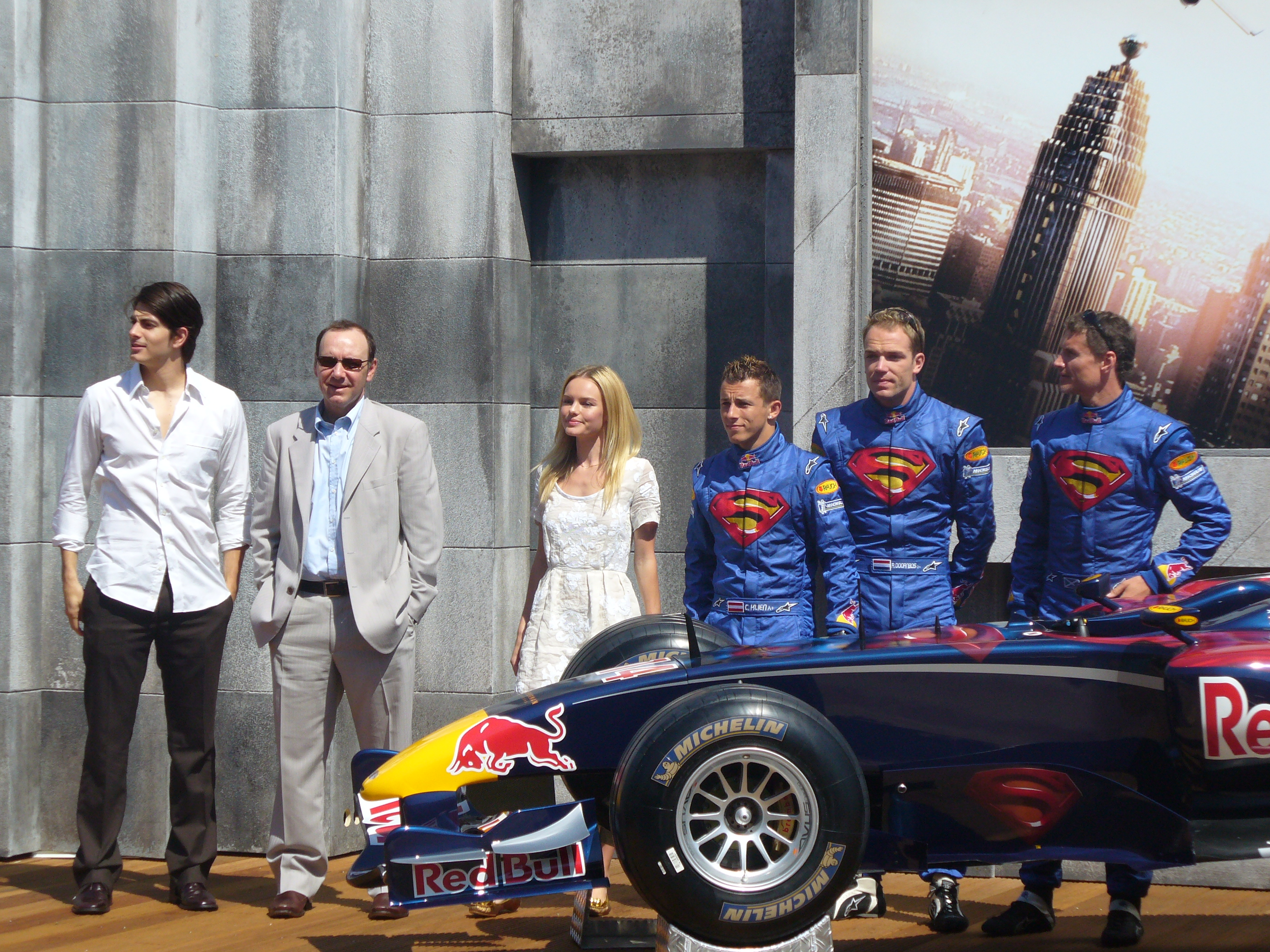
Red Bull Racing trat mit Sonderlackierung an um den Film Superman Returns zu bewerben.

Mit Michael Schumacher (fünfmal), Coulthard (zweimal), Räikkönen, Trulli und Montoya (jeweils einmal) traten fünf ehemalige Sieger zu diesem Grand Prix an.

### Training
Die letzten sechs Teams der Konstrukteursmeisterschaft 2005 waren berechtigt am Freitag im freien Training ein drittes Auto einzusetzen, selbiges galt für das neue elfte Team Super Aguri. Diese Fahrer fuhren am Freitag, traten aber weder im Qualifying noch im Rennen an. Wurz (Williams), Davidson (Honda), Robert Doornbos (Red Bull), Robert Kubica (BMW Sauber), Giorgio Mondini (Spyker) und Neel Jani (Toro Rosso) nahmen in dieser Funktion an den Freitagstrainings teil.
Das erste freie Training gewann Alonso mit einer Zeit von 1:16,712 Minuten vor Davidson und Giancarlo Fisichella.
Das zweite freie Training gewann dann Wurz mit 1:15,907 Minuten, gefolgt von Davidson und Montoya.
Im dritten freien Training war dann wieder Alonso der Schnellste mit 1:13,823 Minuten. Zweiter wurde Michael Schumacher vor Fisichella.

### Qualifying
Das Qualifying wurde in drei Qualifikationsabschnitten ausgetragen. In den beiden ersten schieden die jeweils sechs langsamsten Fahrer aus, im letzten wurde um die Pole-Position gefahren.
Im ersten Qualifikationsabschnitt (Q1) schieden die beiden Midland, die beiden Super Aguri, Scott Speed und Massa (ohne Zeit) aus.
Im zweiten Qualifikationsabschnitt (Q2) schieden dann Ralf Schumacher, Klien, Vitantonio Liuzzi, Button und die beiden BMW Sauber aus.
Michael Schumacher fuhr im dritten Qualifikationsabschnitt (Q3) die schnellste Zeit und sicherte sich so vermeintlich die Pole-Position, die gerade in Monaco äußerst wichtig ist, da dort überholen so gut wie unmöglich ist. Mit einem fingierten Fahrfehler legte Michael Schumacher allerdings die Konkurrenz lahm, da sich keiner mehr verbessern konnte, nachdem er sein Auto abgestellt hatte. Er wurde nachträglich in der Startaufstellung ans Ende des Feldes versetzt. Die Pole-Position ging daher an Alonso. Es war seine zwölfte in der Formel-1-Weltmeisterschaft.

### Rennen
Mit Michael Schumacher vom Ende der Startaufstellung und Webber zwischen ihm und seinem schärfsten Rivalen Räikkönen war Alonso in einer guten Position. Wie schon beim Qualifying am Vortag schien die Sonne und blieb auch während des gesamten Rennens draußen. Als Alonso in die erste Kurve kam, führte er den Williams von Webber und die beiden McLaren von Räikkönen und Montoya an. Fast alle 22 Autos kamen unversehrt aus der ersten Kurve, nur Tiago Monteiro hatte ein Problem und verlor nach einer leichten Kollision mit seinem Teamkollegen seinen Frontflügel. Am Ende der ersten Runde hatte Michael Schumacher bereits Takuma Satō überholt, nachdem er das Rennen aus der Boxengasse gestartet hatte, und Alonso führte das Rennen mit acht Zehntelsekunden Vorsprung vor Webber an. Der Australier verbremste sich dann in der St. Devote und wurde in Runde zwei am Casino Square von Räikkönen überholt. Nun holte dieser Alonso ein, indem er die schnellste Runde fuhr und in Runde vier war Räikkönen an Alonso dran.
Im Mittelfeld lag derweil Michael Schumacher auf dem 16. Platz und direkt hinter der Honda von Button, kam aber erst in der 21. Runde an Button vorbei, als er den Briten in der Schikane überholte. In Runde 14 hatten die Spitzenreiter bereits zu den Schlusslichtern der beiden Super Aguri und Monteiros Midland aufgeschlossen. Christijan Albers erhielt in Runde 18 eine Stop-and-Go-Strafe, weil er eine vermeidbare Kollision mit seinem Teamkollegen verursacht hatte, und nahm die Strafe eine Runde später wahr. In Runde 21 begann die erste Runde der Boxenstopps. Monteiro, der bereits an der Box war, war der erste Fahrer, der einen geplanten Stopp einlegte. Räikkönen war der erste der drei besten Fahrer, der in Runde 22 an die Box kam. Alonso kam zwei Runden später von der Spitze aus an die Box und ließ Webber an der Spitze des Rennens zurück. Nach einer schnellen Runde kam Webber von der Spitze aus an die Box und hatte das Potenzial, vor Räikkönen herauszukommen. Er schaffte es jedoch nicht, vor dem finnischen Fahrer herauszukommen und behielt seine Position. In Runde 34 lag Michael Schumacher auf dem 13. Platz hinter Coulthard, ehe er zwei Runden später zu seinem ersten und einzigen Stopp des Rennens an die Box fuhr.
In Runde 46 kam Barrichello zu seinem ersten und einzigen Stopp des Rennens an die Box. Webber hatte an diesem Nachmittag ein gutes Rennen für Williams, das jedoch aufgrund eines Auspuffschadens abgebrochen werden musste. Als der Australier seine 48. Runde beendete, begann Rauch am Heck seines Wagens aufzusteigen und dieser ging am Ausgang der Boxengasse in Flammen auf. Das Safety-Car wurde eingesetzt, damit die Streckenposten Webbers Williams von der Strecke bringen konnten. Das gesamte Feld nutzte die Safety-Car-Phase und kam eine Runde später an die Box um neue Reifen und Kraftstoff zu holen. Nach zwei Runden unter dem Safety-Car hatte auch Räikkönen Pech, als er seinen McLaren am Ausgang der Portier-Kurve mit einem Motorschaden parken musste. Anschließend entschied sich der Finne den weiteren Verlauf des Rennens von seiner Privatyacht aus zu sehen.
Als das Safety-Car an die Box zurückkehrte, startete Alonso als Erster neu, gefolgt von Montoya direkt hinter ihm und Barrichello als Dritter. In Runde 57 hatte Alonso einen souveränen Vorsprung von über 15 Sekunden auf Montoya. Klien schied eine Runde später aus und beförderte seinen Teamkollegen Coulthard auf den fünften und Michael Schumacher auf den sechsten Platz. Villeneuve erhielt in Runde 59 eine Durchfahrtsstrafe, weil er unter Safety-Car-Bedingungen überholte. Michael Schumacher kam mit etwa fünf Sekunden pro Runde schnell auf den sechstplatzierten Coulthard heran und fuhr die schnellste Runde des Rennens, aber der Schotte war über 35 Sekunden vor ihm. Barrichello, der bis zur 63. Runde einen guten Grand Prix hatte, erhielt dann wegen Geschwindigkeitsüberschreitung in der Boxengasse eine Durchfahrtsstrafe. Damit rückte Trulli auf den dritten Platz und Coulthard auf den vierten Platz vor. Barrichello kam als Fünfter zurück auf die Strecke.
Da für Trulli ein Podiumsplatz so gut wie sicher war, war sein Toyota-Team mit der Leistung des neuen Wagens zufrieden, doch in Runde 72 hatte der Italiener einen Hydraulikschaden und musste seinen Wagen abstellen. Coulthard rückte auf den dritten Platz vor und Trullis Teamkollegen Ralf Schumacher, der einen sehr ruhigen Grand Prix erlebt hatte, schob sich dadurch in die Punkteränge. In der 75. Runde und nur noch wenige Runden vor Schluss hatte Michael Schumacher seinen alten Ferrari-Teamkollegen Barrichello dicht aufgeholt, doch trotz mehrerer Versuche gelang es ihm nicht, am Honda vorbeizukommen. Alonso gewann schlussendlich vor Montoya (30. und letzter Podiumsplatz) und Coulthard (Red Bull´s erster Podium). Barrichello wurde Vierter vor Michael Schumacher. Fisichella wurde im zweiten Renault Sechster, Nick Heidfeld wurde Siebter und Ralf Schumacher holte sich als Achter den letzten Punkt.
In der Fahrerwertung baute Alonso seinen Vorsprung gegenüber Michael Schumacher weiter aus, neuer Dritter war Fisichella. In der Konstrukteurswertung blieben die ersten drei Positionen unverändert.

## Meldeliste
| Team                              | Nr. | Fahrer               | Chassis          | Motor                | Reifen |
| --------------------------------- | --- | -------------------- | ---------------- | -------------------- | ------ |
| Mild Seven Renault F1 Team        | 01  | Fernando Alonso      | Renault R26      | Renault 2.4 V8       | M      |
| Mild Seven Renault F1 Team        | 02  | Giancarlo Fisichella | Renault R26      | Renault 2.4 V8       | M      |
| Team McLaren Mercedes             | 03  | Kimi Räikkönen       | McLaren MP4-21   | Mercedes-Benz 2.4 V8 | M      |
| Team McLaren Mercedes             | 04  | Juan Pablo Montoya   | McLaren MP4-21   | Mercedes-Benz 2.4 V8 | M      |
| Scuderia Ferrari Marlboro         | 05  | Michael Schumacher   | Ferrari 248 F1   | Ferrari 2.4 V8       | B      |
| Scuderia Ferrari Marlboro         | 06  | Felipe Massa         | Ferrari 248 F1   | Ferrari 2.4 V8       | B      |
| Panasonic Toyota Racing           | 07  | Ralf Schumacher      | Toyota TF106B    | Toyota 2.4 V8        | B      |
| Panasonic Toyota Racing           | 08  | Jarno Trulli         | Toyota TF106B    | Toyota 2.4 V8        | B      |
| Williams F1 Team                  | 09  | Mark Webber          | Williams FW28    | Cosworth 2.4 V8      | B      |
| Williams F1 Team                  | 10  | Nico Rosberg         | Williams FW28    | Cosworth 2.4 V8      | B      |
| Williams F1 Team                  | 35  | Alexander Wurz       | Williams FW28    | Cosworth 2.4 V8      | B      |
| Lucky Strike Honda Racing F1 Team | 11  | Rubens Barrichello   | Honda RA106      | Honda 2.4 V8         | M      |
| Lucky Strike Honda Racing F1 Team | 12  | Jenson Button        | Honda RA106      | Honda 2.4 V8         | M      |
| Lucky Strike Honda Racing F1 Team | 36  | Anthony Davidson     | Honda RA106      | Honda 2.4 V8         | M      |
| Red Bull Racing                   | 14  | David Coulthard      | Red Bull RB2     | Ferrari 2.4 V8       | M      |
| Red Bull Racing                   | 15  | Christian Klien      | Red Bull RB2     | Ferrari 2.4 V8       | M      |
| Red Bull Racing                   | 37  | Robert Doornbos      | Red Bull RB2     | Ferrari 2.4 V8       | M      |
| BMW Sauber F1 Team                | 16  | Nick Heidfeld        | BMW Sauber F1.06 | BMW 2.4 V8           | M      |
| BMW Sauber F1 Team                | 17  | Jacques Villeneuve   | BMW Sauber F1.06 | BMW 2.4 V8           | M      |
| BMW Sauber F1 Team                | 38  | Robert Kubica        | BMW Sauber F1.06 | BMW 2.4 V8           | M      |
| Spyker MF1 Team                   | 18  | Tiago Monteiro       | Midland M16      | Toyota 2.4 V8        | B      |
| Spyker MF1 Team                   | 19  | Christijan Albers    | Midland M16      | Toyota 2.4 V8        | B      |
| Spyker MF1 Team                   | 39  | Giorgio Mondini      | Midland M16      | Toyota 2.4 V8        | B      |
| Scuderia Toro Rosso               | 20  | Vitantonio Liuzzi    | Toro Rosso STR1  | Cosworth 3.0 V10     | M      |
| Scuderia Toro Rosso               | 21  | Scott Speed          | Toro Rosso STR1  | Cosworth 3.0 V10     | M      |
| Scuderia Toro Rosso               | 40  | Neel Jani            | Toro Rosso STR1  | Cosworth 3.0 V10     | M      |
| Super Aguri Formula 1             | 22  | Takuma Satō          | Super Aguri SA06 | Honda 2.4 V8         | B      |
| Super Aguri Formula 1             | 23  | Franck Montagny      | Super Aguri SA06 | Honda 2.4 V8         | B      |

Anmerkungen
1. 1 2 3 4 5 6  Nahm nur an den Freitagstrainings teil.

## Klassifikationen

### Qualifying
| Pos. | Fahrer               | Konstrukteur        | Q1         | Q2       | Q3       | Start |
| ---- | -------------------- | ------------------- | ---------- | -------- | -------- | ----- |
| 01   | Michael Schumacher   | Ferrari             | 1:15,118   | 1:13,709 | 1:13,898 | 22    |
| 02   | Fernando Alonso      | Renault             | 1:14,232   | 1:13,622 | 1:13,962 | 01    |
| 03   | Mark Webber          | Williams-Cosworth   | 1:14,305   | 1:13,728 | 1:14,082 | 02    |
| 04   | Kimi Räikkönen       | McLaren-Mercedes    | 1:13,887   | 1:13,532 | 1:14,140 | 03    |
| 05   | Giancarlo Fisichella | Renault             | 1:14,614   | 1:13,647 | 1:14,396 | 09    |
| 06   | Juan Pablo Montoya   | McLaren-Mercedes    | 1:14,483   | 1:14,295 | 1:14,664 | 04    |
| 07   | Rubens Barrichello   | Honda               | 1:14,766   | 1:14,312 | 1:15,804 | 05    |
| 08   | Jarno Trulli         | Toyota              | 1:14,883   | 1:14,211 | 1:15,857 | 06    |
| 09   | David Coulthard      | Red Bull-Ferrari    | 1:15,090   | 1:13,687 | 1:16,426 | 07    |
| 10   | Nico Rosberg         | Williams-Cosworth   | 1:14,888   | 1:13,909 | 1:16,636 | 08    |
| 11   | Ralf Schumacher      | Toyota              | 1:14,412   | 1:14,398 | –        | 10    |
| 12   | Christian Klien      | Red Bull-Ferrari    | 1:14,489   | 1:14,747 | –        | 11    |
| 13   | Vitantonio Liuzzi    | Toro Rosso-Cosworth | 1:15,314   | 1:14,969 | –        | 12    |
| 14   | Jenson Button        | Honda               | 1:15,085   | 1:14,982 | –        | 13    |
| 15   | Jacques Villeneuve   | BMW Sauber          | 1:15,316   | 1:15,052 | –        | 14    |
| 16   | Nick Heidfeld        | BMW Sauber          | 1:15,324   | 1:15,137 | –        | 15    |
| 17   | Christijan Albers    | MF1 Racing          | 1:15,598   | –        | –        | 16    |
| 18   | Tiago Monteiro       | MF1 Racing          | 1:15,993   | –        | –        | 17    |
| 19   | Scott Speed          | Toro Rosso-Cosworth | 1:16,236   | –        | –        | 18    |
| 20   | Takuma Satō          | Super Aguri-Honda   | 1:17,276   | –        | –        | 19    |
| 21   | Franck Montagny      | Super Aguri-Honda   | 1:17,502   | –        | –        | 20    |
| 22   | Felipe Massa         | Ferrari             | keine Zeit | –        | –        | 21    |

Anmerkungen
1. ↑  Michael Schumacher wurde wegen einer Unsportlichkeit ans Ende des Feldes versetzt.
2. ↑  Fisichella erhielt aufgrund Blockierens eines Gegners eine Startplatzstrafe von fünf Plätzen.
3. ↑  Massa wurde erlaubt zu starten, da er im freien Training ausreichend schnell gefahren war.

### Rennen
| Pos. | Fahrer               | Konstrukteur        | Runden | Stopps | Zeit        | Start | Schnellste Runde |
| ---- | -------------------- | ------------------- | ------ | ------ | ----------- | ----- | ---------------- |
| 01   | Fernando Alonso      | Renault             | 78     | 2      | 1:43:43,116 | 01    | 1:15,671 (11.)   |
| 02   | Juan Pablo Montoya   | McLaren-Mercedes    | 78     | 2      | + 14,567    | 04    | 1:16,008 (20.)   |
| 03   | David Coulthard      | Red Bull-Ferrari    | 78     | 1      | + 52,298    | 07    | 1:17,849 (45.)   |
| 04   | Rubens Barrichello   | Honda               | 78     | 2      | + 53,337    | 05    | 1:17,320 (67.)   |
| 05   | Michael Schumacher   | Ferrari             | 78     | 1      | + 53,830    | 22    | 1:15,143 (74.)   |
| 06   | Giancarlo Fisichella | Renault             | 78     | 2      | + 1:02,072  | 09    | 1:15,919 (58.)   |
| 07   | Nick Heidfeld        | BMW Sauber          | 77     | 1      | + 1 Runde   | 16    | 1:17,319 (72.)   |
| 08   | Ralf Schumacher      | Toyota              | 77     | 1      | + 1 Runde   | 10    | 1:17,540 (72.)   |
| 09   | Felipe Massa         | Ferrari             | 77     | 1      | + 1 Runde   | 21    | 1:16,612 (40.)   |
| 10   | Vitantonio Liuzzi    | Toro Rosso-Cosworth | 77     | 2      | + 1 Runde   | 13    | 1:17,660 (75.)   |
| 11   | Jenson Button        | Honda               | 77     | 1      | + 1 Runde   | 13    | 1:17,300 (59.)   |
| 12   | Christijan Albers    | MF1 Racing          | 77     | 2      | + 1 Runde   | 17    | 1:17,603 (77.)   |
| 13   | Scott Speed          | Toro Rosso-Cosworth | 77     | 1      | + 1 Runde   | 19    | 1:17,481 (77.)   |
| 14   | Jacques Villeneuve   | BMW Sauber          | 77     | 2      | + 1 Runde   | 14    | 1:17,767 (74.)   |
| 15   | Tiago Monteiro       | MF1 Racing          | 76     | 2      | + 2 Runden  | 18    | 1:17,329 (71.)   |
| 16   | Franck Montagny      | Super Aguri-Honda   | 75     | 1      | + 3 Runden  | 20    | 1:19,104 (72.)   |
| 17   | Jarno Trulli         | Toyota              | 72     | 1      | + 6 Runden  | 06    | 1:17,180 (30.)   |
| –    | Christian Klien      | Red Bull-Ferrari    | 56     | 1      | DNF         | 11    | 1:17,930 (19.)   |
| –    | Nico Rosberg         | Williams-Cosworth   | 51     | 2      | DNF         | 08    | 1:17,227 (43.)   |
| –    | Kimi Räikkönen       | McLaren-Mercedes    | 50     | 2      | DNF         | 03    | 1:15,325 (19.)   |
| –    | Mark Webber          | Williams-Cosworth   | 48     | 1      | DNF         | 02    | 1:15,680 (23.)   |
| –    | Takuma Satō          | Super Aguri-Honda   | 46     | 1      | DNF         | 19    | 1:18,793 (39.)   |

## WM-Stände nach dem Rennen
Die ersten acht des Rennens bekamen 10, 8, 6, 5, 4, 3, 2 bzw. 1 Punkt(e).

### Fahrerwertung
| Pos. | Fahrer               | Konstrukteur      | Punkte |
| ---- | -------------------- | ----------------- | ------ |
| 01   | Fernando Alonso      | Renault           | 64     |
| 02   | Michael Schumacher   | Ferrari           | 43     |
| 03   | Giancarlo Fisichella | Renault           | 27     |
| 04   | Kimi Räikkönen       | McLaren-Mercedes  | 27     |
| 05   | Juan Pablo Montoya   | McLaren-Mercedes  | 23     |
| 06   | Felipe Massa         | Ferrari           | 20     |
| 07   | Jenson Button        | Honda             | 16     |
| 08   | Rubens Barrichello   | Honda             | 13     |
| 09   | Ralf Schumacher      | Toyota            | 8      |
| 10   | Nick Heidfeld        | BMW Sauber        | 8      |
| 11   | David Coulthard      | Red Bull-Ferrari  | 7      |
| 12   | Mark Webber          | Williams-Cosworth | 6      |

| Pos. | Fahrer             | Konstrukteur        | Punkte |
| ---- | ------------------ | ------------------- | ------ |
| 12   | Jacques Villeneuve | BMW Sauber          | 6      |
| 13   | Nico Rosberg       | Williams-Cosworth   | 4      |
| 14   | Christian Klien    | Red Bull-Ferrari    | 1      |
| 15   | Jarno Trulli       | Toyota              | 0      |
| 16   | Scott Speed        | Toro Rosso-Cosworth | 0      |
| 17   | Vitantonio Liuzzi  | Toro Rosso-Cosworth | 0      |
| 18   | Christijan Albers  | MF1 Racing          | 0      |
| 19   | Tiago Monteiro     | MF1 Racing          | 0      |
| 20   | Takuma Satō        | Super Aguri-Honda   | 0      |
| 21   | Yūji Ide           | Super Aguri-Honda   | 0      |
| 22   | Franck Montagny    | Super Aguri-Honda   | 0      |

### Konstrukteurswertung
| Pos. | Konstrukteur      | Punkte |
| ---- | ----------------- | ------ |
| 01   | Renault           | 91     |
| 02   | Ferrari           | 63     |
| 03   | McLaren-Mercedes  | 49     |
| 04   | Honda             | 29     |
| 05   | BMW Sauber        | 14     |
| 06   | Williams-Cosworth | 10     |

| Pos. | Konstrukteur        | Punkte |
| ---- | ------------------- | ------ |
| 07   | Toyota              | 8      |
| 08   | Red Bull-Ferrari    | 8      |
| 09   | Toro Rosso-Cosworth | 0      |
| 10   | MF1 Racing          | 0      |
| 11   | Super Aguri-Honda   | 0      |